# Alvin Plantinga
Alvin Carl Plantinga  (AFI: [plæntɪŋɡə]; Ann Arbor, 15 de novembro de 1932) é um filósofo analítico americano, que trabalha principalmente em lógica, justificação, filosofia cristã e epistemologia. De 1963 a 1982, Plantinga ensinou no Calvin College e então aceitou uma nomeação como Professor de Filosofia John A. O’Brien na Universidade de Notre Dame. Mais tarde, foi o titular inaugural da cadeira Jellema em Filosofia no Calvin College. De 1983 a 1986, foi presidente da Sociedade dos Filósofos Cristãos. Ele é o autor de importantes trabalhos, incluindo Deus e Outras Mentes (1967), A Natureza da Necessidade  (1974) e uma trilogia de livros sobre epistemologia, que culminaram em Warranted Christian Belief (2000) que foi simplificado com o livro Conhecimento e Crença Cristã (2016). Ele entregou as Gifford Lectures duas vezes e pela revista TIME como "o principal filósofo protestante ortodoxo dos Estados Unidos". Ele é uma colega da Academia Americana de Artes e Ciências. William Lane Craig escreveu em sua obra  Fé razoável  que ele considera Plantinga como o maior filósofo cristão vivo.
Plantinga nasceu em 15 de novembro de 1932, em Ann Arbor, Michigan, para Cornelius A. Plantinga (1908-1994) e Lettie G. Bossenbroek (1908-2007). O pai de Plantinga era um imigrante de primeira geração, nascido na Holanda. Sua família é da província holandesa de Frísia, eles viviam com relativamente baixa renda, até que Cornelius Plantinga conseguiu um emprego como professor em Huron, Michigan, em 1941. O pai de Plantinga obteve um Ph.D. Em filosofia da Universidade Duke e mestrado em psicologia, e ensinou vários estudos acadêmicos em diferentes faculdades ao longo dos anos.
Em 2017, foi contemplado com o Prêmio Templeton.

## Pensamento filosófico
Plantinga argumentou que algumas pessoas podem saber que Deus existe como uma crença básica, não requer argumento. Ele desenvolveu este argumento de duas maneiras diferentes: primeiro, em "Deus e outras mentes" (1967), desenhando uma equivalência entre o argumento teleológico e a visão de senso comum que as pessoas têm de  outras mentes existentes por analogia com suas próprias mentes. Plantinga também desenvolveu um relato epistemológico mais abrangente sobre a natureza da garantia que permite a existência de Deus como uma crença básica.
Plantinga também argumentou que não há inconsistência lógica entre a existência do mal e a existência de um Deus todo poderoso, que conhece tudo, e totalmente bom.

### Epistemologia reformada
As contribuições de Plantinga para a epistemologia incluem um argumento que ele chama de "Epistemologia Reformada". De acordo com a epistemologia reformada, a crença em Deus pode ser racional e justificada, mesmo sem argumentos ou evidências para a existência de Deus. Mais especificamente, Plantinga argumenta que a crença em Deus é propriamente básica e, devido a uma epistemologia externista, ele afirma que a crença em Deus pode ser justificada independentemente da evidência. Sua epistemologia externa, chamada "funcionalismo próprio", é uma forma de confiabilismo epistemológico.
Plantinga discute sua visão da epistemologia Reformada e do funcionalismo adequado em uma série de três volumes. No primeiro livro da trilogia, Warrant: The Current Debate, a Plantinga apresenta, analisa e critica os desenvolvimentos do século XX na epistemologia analítica, particularmente as obras de Chisholm, BonJour, Alston, Goldman e outros. No livro, Plantinga argumenta especificamente que as teorias do que ele chama de "garantia" - o que muitos outros chamaram de justificação (Plantinga desenha uma diferença: a justificação é uma propriedade de uma pessoa que possui uma crença enquanto a garantia é propriedade de uma crença) Os avanços apresentados por esses epistemólogos falharam sistematicamente para capturar o que é necessário para o conhecimento.
No segundo livro, Warrant and Proper Function, ele introduz a noção de warrant como uma alternativa à justificativa e discute tópicos como autoconhecimento, memórias, percepção e probabilidade. A "função apropriada" de Plantinga argumenta que, como condição necessária de garantia, o "aparelho de poderes de criação e crença de pessoas" está funcionando corretamente - "trabalhando da maneira que deveria funcionar". Plantinga explica seu argumento para a função adequada com referência a um "plano de projeto", bem como um ambiente no qual o equipamento cognitivo é ideal para uso. Plantinga afirma que o plano de projeto não requer um designer: "talvez seja possível que a evolução (não dirigida por Deus ou qualquer outra pessoa) nos forneceu de alguma forma nossos planos de projeto", mas o caso de paradigma de um plano de design é como Um produto tecnológico projetado por um ser humano (como um rádio ou uma roda). Em última análise, Plantinga argumenta que o naturalismo epistemológico - ou seja, a epistemologia que sustenta essa autorização é dependente de faculdades naturais - é melhor suportado pela metafísica supernaturalista - neste caso, a crença em um criador Deus ou designer que estabeleceu um plano de design que inclua habilidades cognitivas conducentes Para alcançar o conhecimento.
Segundo Plantinga, uma crença, B, é justificada se:
(1) as faculdades cognitivas envolvidas na produção de B estão funcionando corretamente ...; (2) o seu ambiente cognitivo é suficientemente semelhante àquele para o qual suas faculdades cognitivas são projetadas; (3) ... o plano de projeto que rege a produção da crença em questão envolve, como propósito ou função, a produção de crenças verdadeiras ...; E (4) o plano de projeto é bom: isto é, existe uma alta probabilidade estatística ou objetiva de que uma crença produzida de acordo com o segmento relevante do plano de projeto nesse tipo de ambiente é verdadeira.
Plantinga procura defender esta visão da função apropriada contra visões alternativas de função adequada propostas por outros filósofos, que agrupa como "naturalistas", incluindo a visão de "generalização funcional" de John Pollock, a conta evolutiva / etiológica fornecida por Ruth Millikan e Uma visão disposicional de John Bigelow e Robert Pargetter. Plantinga também discute seu argumento evolutivo contra o naturalismo nos capítulos posteriores de Warrant and Proper Function.
Em 2000, o terceiro volume, Warranted Christian Belief, foi publicado. Neste volume, a teoria do Warrant de Plantinga é a base para o seu fim teológico: fornecendo uma base filosófica para a crença cristã, um argumento para o porquê a crença teísta cristã pode gozar de uma garantia. No livro, ele desenvolve dois modelos para essas crenças, o modelo "A / C" (Aquinas / Calvin) e o modelo "Extended A / C". O primeiro tenta mostrar que uma crença em Deus pode ser justificada, justificada e racional, enquanto o modelo estendido tenta mostrar que especificamente as crenças teológicas cristãs, incluindo a Trindade, a Encarnação, a ressurreição de Cristo, a expiação, a salvação etc. Modelo, os cristãos são justificados em suas crenças por causa do trabalho do Espírito Santo em trazer essas crenças no crente.
James Beilby argumentou que o propósito da trilogia Warrant de Plantinga e especificamente de sua Crença Cristã Garantida é, em primeiro lugar, tornar impossível uma forma de argumento contra a religião - ou seja, o argumento de que o cristianismo é ou não verdadeiro, é irracional - então " O céptico teria que assumir a formidável tarefa de demonstrar a falsidade da crença cristã " em vez de simplesmente descartá-la como irracional. Além disso, Plantinga está tentando fornecer uma explicação filosófica de como os cristãos deveriam pensar sobre sua própria crença cristã.

### Problema do mal

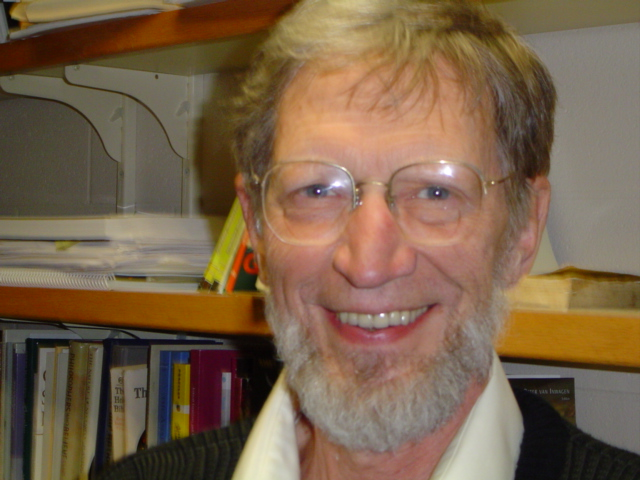
Plantinga na Universidade de Notre Dame em 2004

Plantinga propôs uma "defesa de vontade livre" em um volume editado por Max Black em 1965, que tenta refutar o  problema lógico do mal, o argumento de que a existência do mal é logicamente incompatível com a existência de um deus omnipotente, omnisciente, totalmente bom. O argumento de Plantinga (em uma forma truncada) afirma que "é possível que Deus, mesmo sendo onipotente, não pudesse criar um mundo com criaturas livres que nunca escolheram o mal. Além disso, é possível que Deus, mesmo sendo omnibenevolente, desejaria criar um mundo que contenha o mal se a bondade moral requer criaturas morais livres."
A defesa de Plantinga recebeu ampla aceitação entre os filósofos contemporâneos ao abordar o mal.
O livro bem recebido de Plantinga, Deus, Liberdade e Mal escrito em 1974 deu sua resposta ao que ele viu como a visão incompleta e acrítica da crítica do teísmo à teodiceia. A contribuição de Plantinga afirmou que quando a questão de uma doutrina abrangente da liberdade é adicionada à discussão da bondade de Deus e da onipotência de Deus, então não é possível excluir a presença do mal no mundo depois de introduzir a liberdade na discussão. O próprio resumo de Plantinga ocorre em sua discussão intitulada "Deus poderia ter criado um mundo que contenha o bem moral, mas nenhum mal moral", onde ele declara sua conclusão de que "... o preço para criar um mundo em que eles produzem o bem moral é criar um na qual eles também produzem o mal moral ".

### Argumento evolucionista contra o naturalismo
No argumento evolutivo de Plantinga contra o naturalismo, ele argumenta que a verdade da evolução é uma derrota epistêmica para o naturalismo (isto é, se a evolução é verdadeira, isso mina o naturalismo). Seu argumento básico é que, se a evolução e o naturalismo são ambos verdadeiros, as faculdades cognitivas humanas evoluíram para produzir crenças que tenham valor de sobrevivência (maximizando o sucesso de uma das quatro F: "alimentação, fuga, luta e reprodução"), não necessariamente para produzir crenças. Assim, uma vez que as faculdades cognitivas humanas são sintonizadas para a sobrevivência e não a verdade no modelo naturalista-evolução, há razões para duvidar da veracidade dos produtos dessas mesmas faculdades, incluindo o naturalismo e a própria evolução. Por outro lado, se Deus criou o homem "à sua imagem" por meio de um processo evolutivo (ou qualquer outro meio), então Plantinga argumenta que nossas faculdades provavelmente seriam confiáveis.
O argumento não assume nenhuma correlação necessária (ou não correlação) entre crenças verdadeiras e sobrevivência. Fazendo a suposição contrária - que, de fato, existe uma correlação relativamente forte entre a verdade e a sobrevivência - se o aparelho de formação de crenças humano evoluiu, dando uma vantagem de sobrevivência, então deve produzir a verdade, uma vez que as verdadeiras crenças conferem uma vantagem de sobrevivência. Plantinga contesta que, embora possa haver sobreposição entre crenças e crenças verdadeiras que contribuem para a sobrevivência, os dois tipos de crenças não são os mesmos, e ele dá o exemplo a seguir com um homem chamado Paulo:
Talvez Paulo goste bastante da ideia de ser comido, mas quando ele vê um tigre, sempre foge procurando uma perspectiva melhor, porque ele acha improvável que o tigre que ele vê o comerá. Assim ele está agindo corporalmente certo no que diz respeito à sobrevivência, sem envolver muito por meio da verdadeira crença ... Ou talvez ele pense que o tigre é um gatinho grande, amável e fofinho e quer acariciá-lo; Mas ele também acredita que a melhor maneira de acariciar o tigre é fugir ... É evidente que há vários sistemas de desejo de crença que também se encaixam em um determinado tipo de comportamento.

### Argumento modal ontológico
Alvin Plantinga criticou os argumentos de Malcolm e Hartshorne e ofereceu uma alternativa. Ele argumentou que, se Malcolm provar a existência necessária do maior ser possível, segue-se que existe um ser que existe em todos os mundos cuja grandeza em alguns mundos não é ultrapassada. Isso não demonstra, ele argumentou, que tal ser tem insuperável grandeza neste mundo.
Na tentativa de resolver este problema, Plantinga diferenciou entre "grandeza" e "excelência". A excelência de um ser em um mundo particular depende apenas de suas propriedades nesse mundo; A grandeza de um ser depende das suas propriedades em todos os mundos. Portanto, o maior ser possível deve ter excelência máxima em todo mundo possível. Plantinga reafirmou o argumento de Malcolm, usando o conceito de "grandeza máxima". Ele argumentou que é possível que um ser com grandeza grande exista, então um ser com grandeza máxima existe em um mundo possível. Se for esse o caso, um ser com grandeza máxima existe em todos os mundos e, portanto, neste mundo.
A conclusão baseia-se numa forma de axioma modal S5, que afirma que, se algo é possivelmente verdadeiro, então é necessária a sua possibilidade (é possivelmente verdade em todos os mundos). A versão de Plantinga de S5 sugere que "dizer que p é possivelmente verdade é dizer que, em relação a um mundo, é verdade em todos os mundos, mas nesse caso é verdade em todos os mundos, e é simplesmente necessário". Uma versão de seu argumento é a seguinte:
1. Um ser tem excelência máxima em um determinado mundo possível, chamaremos ele de W, se e somente se for onipotente, onisciente e totalmente bom em W; e
2. Um ser tem grandeza máxima se tiver excelência máxima em todos os mundos possíveis.
3. É possível que haja um ser que tenha grandeza máxima. (Premissa)
4. Portanto, possivelmente, é necessariamente verdade que existe um ser onisciente, omnipotente e perfeitamente bom.
5. Portanto, (pelo axioma S5) é necessariamente verdade que existe um ser onisciente, omnipotente e perfeitamente bom.
6. Portanto, existe um ser onisciente, omnipotente e perfeitamente bom.

Outro apologista cristão, William Lane Craig, caracteriza o argumento de Plantinga de uma maneira ligeiramente diferente:
1. É possível que exista um ser máximo.
2. Se é possível que exista um ser máximo, então existe em um mundo possível um ser máximo.
3. Se um ser máximo máximo existe em algum mundo possível, então existe em todos os mundos possíveis.
4. Se um ser máximo excelente existe em todos os mundos possíveis, então existe no mundo real.
5. Se existir um ser máximo no mundo real, então existe um ser máximo.
6. Portanto, existe um ser máximo excelente.

De acordo com Craig, as premissas (2) - (5) são relativamente incontroversas entre os filósofos, mas "a diversidade epistêmica da premissa (1) (ou sua negação) não garante sua possibilidade metafísica". Além disso, Richard M. Gale Argumentou que a premissa três, a "premissa de possibilidade", levanta a questão. Ele afirmou que um só tem o direito epistêmico de aceitar a premissa, se alguém entender os operadores modificados aninhados, e que, se os compreender dentro do sistema S5, sem o qual o argumento falha, entende-se que "possivelmente" é, na essência, o O mesmo que "necessariamente".  Assim, a premissa implora a pergunta porque a conclusão está incorporada dentro dela. Nos sistemas S5 em geral, James Garson escreve que "as palavras" necessariamente "e" possivelmente "têm muitos usos diferentes. Portanto, a aceitabilidade dos axiomas para a lógica modal depende de qual desses usos temos em mente".

### Visão sobre a evolução
Embora Alvin Plantinga acredite que Deus poderia ter usado processos darwinianos para criar o mundo, ele se mantém firme contra o naturalismo filosófico, disse ele em uma entrevista:
A religião e a ciência compartilham um terreno mais comum do que você pensa, embora a ciência não possa provar, pressupõe que, por exemplo, o passado realmente existiu, a ciência não cobre toda totalidade do conhecimento.
Quando foi questionado sobre o que acha sobre o Design inteligente ele responde:
Como qualquer cristão (e, de fato, qualquer teórico), acredito que o mundo foi criado por Deus e, portanto," projetado inteligentemente ". No entanto, a marca do design inteligente é a afirmação de que isso pode ser demonstrado cientificamente, eu sou duvidoso sobre isso.
... Tanto quanto eu posso ver, Deus certamente poderia ter usado processos darwinianos para criar o mundo vivo e direcioná-lo como ele queria ir; Portanto, a evolução como tal não implica que não haja direção na história da vida. A implicação não é a própria teoria evolutiva, mas a evolução não orientada, a idéia de que nem Deus nem qualquer outra pessoa tomaram a iniciativa de orientar, dirigir ou orquestar o curso da evolução. Mas a teoria científica da evolução, sensivelmente, não diz nada de um jeito nem de outro sobre orientação divina. Não diz que a evolução seja guiada divinamente; Também não diz que não é. Como quase qualquer teórico, rejeito a evolução não-guiada; Mas a teoria científica contemporânea da evolução, tal como tal - além dos complementos filosóficos ou teológicos - não diz que a evolução não é guiada. Como a ciência em geral, não faz declarações sobre a existência ou atividade de Deus.

## Prêmios
Em 2012-13 Plantinga recebeu o prêmio Rescher em filosofia.
Em abril de 2017 Plantinga foi contemplado com o Prêmio Templeton por seu trabalho de reconciliação entre a filosofia acadêmica e o teísmo.